# Battaglia di Jenin (2002)
La battaglia di Jenin ebbe luogo nel campo profughi di Jenin, in Cisgiordania, dall'1 all'11 aprile 2002 nel contesto dell'Operazione Scudo difensivo durante la Seconda intifada. Il campo di Jenin fu preso d'assalto dalle Forze di difesa israeliane in quanto secondo rapporti in mano ad Israele il campo era "servito come punto di lancio per numerosi attacchi terroristici contro civili, città e villaggi israeliani della zona".
L'IDF schierò fanteria, forze di commando ed elicotteri d'assalto. I militanti palestinesi, anticipando lo scontro, avevano preparato il campo con trappole esplosive. Dopo che una colonna israeliana cadde in un'imboscata, l'esercito israeliano intensificò l'uso di bulldozer corazzati per eliminare le trappole esplosive posizionate all'interno del campo. L'11 aprile i militanti palestinesi iniziarono ad arrendersi. Le truppe israeliane iniziarono a ritirarsi dal campo il 18 aprile.
Il 7 aprile, durante la battaglia di Jenin, l'alto funzionario palestinese Saeb Erekat suggerì in un'intervista alla CNN che circa 500 palestinesi fossero stati uccisi nel campo. Cinque giorni dopo la fine dei combattimenti, Ahmed Abdel Rahman, segretario dell'Autorità Palestinese, dichiarò all'UPI che il numero di morti era salito a migliaia. Queste dichiarazioni contribuirono a diffondere nei media internazionali storie di centinaia di civili uccisi nelle loro case mentre queste venivano demolite, alimentando un'immagine di vasta distruzione e perdita di vite umane.
La battaglia a Jenin è anche conosciuta come massacro di Jenin o strage di Jenin.

## Antefatti
Il campo profughi di Jenin era stato fondato nel 1953 all'interno dei confini municipali di Jenin su un terreno che l'Agenzia delle Nazioni Unite per il soccorso e l'occupazione (UNRWA) aveva affittato dal governo della Giordania, che all'epoca governava la Cisgiordania. Coprendo un'area di 0,423 chilometri quadrati, nel 2002 ospitava 13 055 rifugiati palestinesi registrati dall'UNRWA. La maggior parte dei residenti del campo erano originari delle montagne del Carmelo e della regione di Haifa, con stretti legami con i loro parenti all'interno della Linea Verde. Altri residenti del campo includevano palestinesi provenienti da Gaza e Tulkarem che si erano trasferiti nell’area alla fine degli anni settanta, e coloro che erano arrivati dalla Giordania dopo la creazione dell'Autorità Nazionale Palestinese (AP) con la firma degli Accordi di Oslo nel 1993.
In Israele, l'influenza delle organizzazioni islamiche nel campo di Jenin era considerata relativamente lieve rispetto ad altri campi profughi. I militanti del campo avevano respinto i tentativi dei politici senior dell'Autorità Palestinese di esercitare autorità nel campo. In una dimostrazione di forza del febbraio 2002, i residenti bruciarono sette veicoli inviati dal governatore di Jenin e aprirono il fuoco sugli uomini dell'Autorità Palestinese. Ata Abu Rumeileh fu stato designato dai residenti a capo della sicurezza del campo. Egli supervisionava l'accesso al campo, istituì posti di blocco e indagava su "personaggi sospetti", tenendo lontano gli estranei indesiderati.
Il campo era conosciuto dai palestinesi come "la capitale dei martiri" e i militanti del campo, circa 200 uomini armati, includevano membri della Brigata dei Martiri di al-Aqsa, del Tanzim, della Jihad islamica palestinese (PIJ) e di Hamas. Secondo i calcoli di Israele, almeno 28 attentatori suicidi sono stati inviati dal campo di Jenin dal 2000 al 2003 durante la Seconda intifada. Uno dei pianificatori chiave di molti degli attacchi era Mahmoud Tawalbe, che lavorava in un negozio di dischi e allo stesso tempo era a capo della cellula locale del PIJ. Il settimanale dell'esercito israeliano Bamahane attribuisce a Jenin almeno 31 attacchi di militanti, per un totale di 124 vittime, nello stesso periodo, più di qualsiasi altra città della Cisgiordania.
Prima dell'operazione israeliana nel campo di Jenin, il portavoce dell'IDF attribuì ai palestinesi di Jenin la responsabilità di 23 attentati suicidi e 6 tentativi di attentato contro civili in Israele. I principali attacchi e attentati suicidi perpetrati da gruppi militanti palestinesi di Jenin includevano l'attentato del ristorante Matza, un attentato suicida palestinese contro un ristorante di proprietà araba israeliana a Haifa, definito come un massacro  avendo provocato la morte di 16 civili israeliani e il ferimento di altri 40.

## Preludio
L'operazione israeliana Scudo difensivo iniziò il 29 marzo con un'incursione a Ramallah, seguita da Tulkarem e Qalqilya il 1 aprile, Betlemme il 2 aprile e Jenin e Nablus il 3 aprile. In questa data, sei città palestinesi e le città, i villaggi e i campi profughi circostanti erano stati occupati dall'IDF.
Prima dell'operazione principale, un numero limitato di forze israeliane aveva tentato di entrare nel campo di Jenin due volte nel mese precedente, incontrando una forte resistenza e ritirandosi rapidamente. A differenza di altri campi, le organizzazioni militanti di Jenin erano coordinate da un comandante congiunto: Hazem Ahmad Rayhan Qabha, meglio conosciuto come "Abu Jandal". Questi era un ufficiale delle Forze nazionali e islamiche palestinesi, con ampia esperienza militare, che aveva combattuto in Libano, prestato servizio nell'esercito iracheno e che era stato coinvolto in diversi scontri con l'IDF. Per prepararsi alla difesa del campo, Abu Jandal organizzò una sala di guerra e divise il campo in quindici sottosettori, assegnando circa venti uomini armati a ciascuno, in modo da coordinare efficacemente la resistenza contro le forze israeliane.
Prima del ritiro israeliano, i militanti palestinesi avevano preparato il campo di Jenin con trappole esplosive, posizionandole nelle strade e nelle abitazioni, per intrappolare i soldati israeliani. Dopo essersi arreso, Thabet Mardawi, un combattente della Jihad islamica, rivelò che i combattenti avevano disseminato "tra 1 000 e 2 000 bombe e trappole esplosive" in tutto il campo. Alcune erano di grandi dimensioni (e del peso di 113 kg), pensate per i carri armati, mentre la maggior parte erano più piccole, "delle dimensioni di bottiglie d'acqua". Omar l'Ingegnere, un noto fabbricante di bombe palestinese, specificò che circa 50 case erano state riempite di trappole esplosive. I militanti avevano selezionato edifici vecchi e vuoti e le case di uomini ricercati da Israele, prevedendo che sarebbero stati obiettivi primari per i soldati. Bombe più potenti con detonatori a distanza erano state nascoste nei bidoni della spazzatura per strada e nelle auto dei ricercati. Omar rivelò che la conoscenza diffusa della posizione degli esplosivi tra i residenti del campo, inclusi i bambini, rappresentava un punto debole significativo delle loro difese. Durante l'incursione israeliana, infatti, più di un terzo delle bombe furono disinnescate dai soldati, che erano stati guidati ai dispositivi da collaboratori locali. Questo permise alle forze israeliane di avanzare neutralizzando una parte significativa delle trappole esplosive preparate.
Dopo che un'operazione dell'IDF a Ramallah nel marzo dello stesso anno aveva portato alla diffusione di immagini considerate dannose per l'immagine dell'esercito, l'alto comando dell'IDF decise di impedire ai reporter di accompagnare le truppe in azione. Come accaduto in altre città nell'ambito dell'Operazione Scudo Difensivo, anche Jenin fu dichiarata "zona militare chiusa". Prima dell'ingresso delle truppe israeliane, la città fu posta sotto coprifuoco e rimase isolata per tutta la durata dell'operazione. Inoltre, le forniture di acqua ed elettricità furono interrotte, lasciando i residenti senza questi servizi essenziali per tutto il periodo dell'invasione. Queste misure avevano lo scopo di controllare la situazione e limitare la copertura mediatica degli eventi, ma contribuirono anche a creare condizioni difficili per i residenti del campo.
Secondo Efraim Karsh, prima dell'inizio dei combattimenti, l'IDF utilizzò altoparlanti che trasmettevano in arabo per sollecitare la gente del posto a evacuare il campo, e stima che circa 11 000 se ne siano andati. Secondo i numeri riportati dalla giornalista Stephanie Gutmann, nel campo rimanesero 1 200 persone, ma era impossibile dire quanti di loro fossero combattenti.
Dopo la battaglia, l’intelligence israeliana stimò che metà della popolazione non combattente se n’era andata prima dell’invasione e che il 90% lo aveva fatto entro il terzo giorno, lasciando circa 1 300 persone. Altri stimano che nel campo fossero rimaste 4 000 persone. Alcuni residenti hanno riferito di aver sentito gli annunci israeliani per l'evacuazione, mentre altri hanno affermato di non averli sentiti. Molte migliaia di persone lasciarono il campo, e di solito alle donne e ai bambini fu permesso di trasferirsi nei villaggi sulle colline circostanti o nelle città vicine. Tuttavia, quasi tutti gli uomini che lasciarono il campo furono temporaneamente detenuti dalle forze israeliane. I soldati ordinavano loro di spogliarsi prima di essere portati via, e i giornalisti che entrarono a Jenin dopo l'invasione osservarono cumuli di vestiti abbandonati lungo le strade devastate, segno dei luoghi dove gli uomini erano stati presi in custodia.
Il comando israeliano pianificò tre attacchi principali per l'operazione a Jenin, affidando l'esecuzione principalmente alla 5ª brigata di fanteria riservista, che avrebbe attaccato da nord. Inoltre, una compagnia della Brigata Nahal avrebbe avanzato da sud-est e il battaglione 51 della Brigata Golani da sud-ovest. La forza complessiva, composta da circa 1 000 soldati, includeva anche unità delle forze speciali Shayetet 13, Duvdevan, del Corpo corazzato e del Corpo di ingegneria da combattimento con bulldozer corazzato per neutralizzare le bombe lungo la strada con cui sarebbero stati disseminati i vicoli del campo secondo l'intelligence militare.
La 5ª Brigata di fanteria, incaricata di un ruolo chiave nell'operazione, non aveva esperienza in combattimenti ravvicinati e si trovava senza un comandante fisso all'inizio dell'Operazione Scudo Difensivo, poiché il servizio del suo ultimo comandante era terminato pochi giorni prima. Il suo sostituto, il tenente colonnello Yehuda Yedidya, fu promosso al grado durante l'operazione. I soldati della brigata non erano addestrati specificamente per i combattimenti urbani, una lacuna significativa data la natura del campo di Jenin.
I comandanti dell'IDF, anticipando una resistenza più intensa a Nablus, inviarono due brigate di fanteria regolari in quella zona, presumendo che una sola brigata riservista sarebbe stata sufficiente per prendere il controllo del campo di Jenin in 48-72 ore. Tuttavia, l'avanzata delle forze fu ritardata fino al 2 aprile a causa delle condizioni meteorologiche avverse, come la pioggia, e dei ritardi nel trasporto delle attrezzature necessarie.

## La battaglia

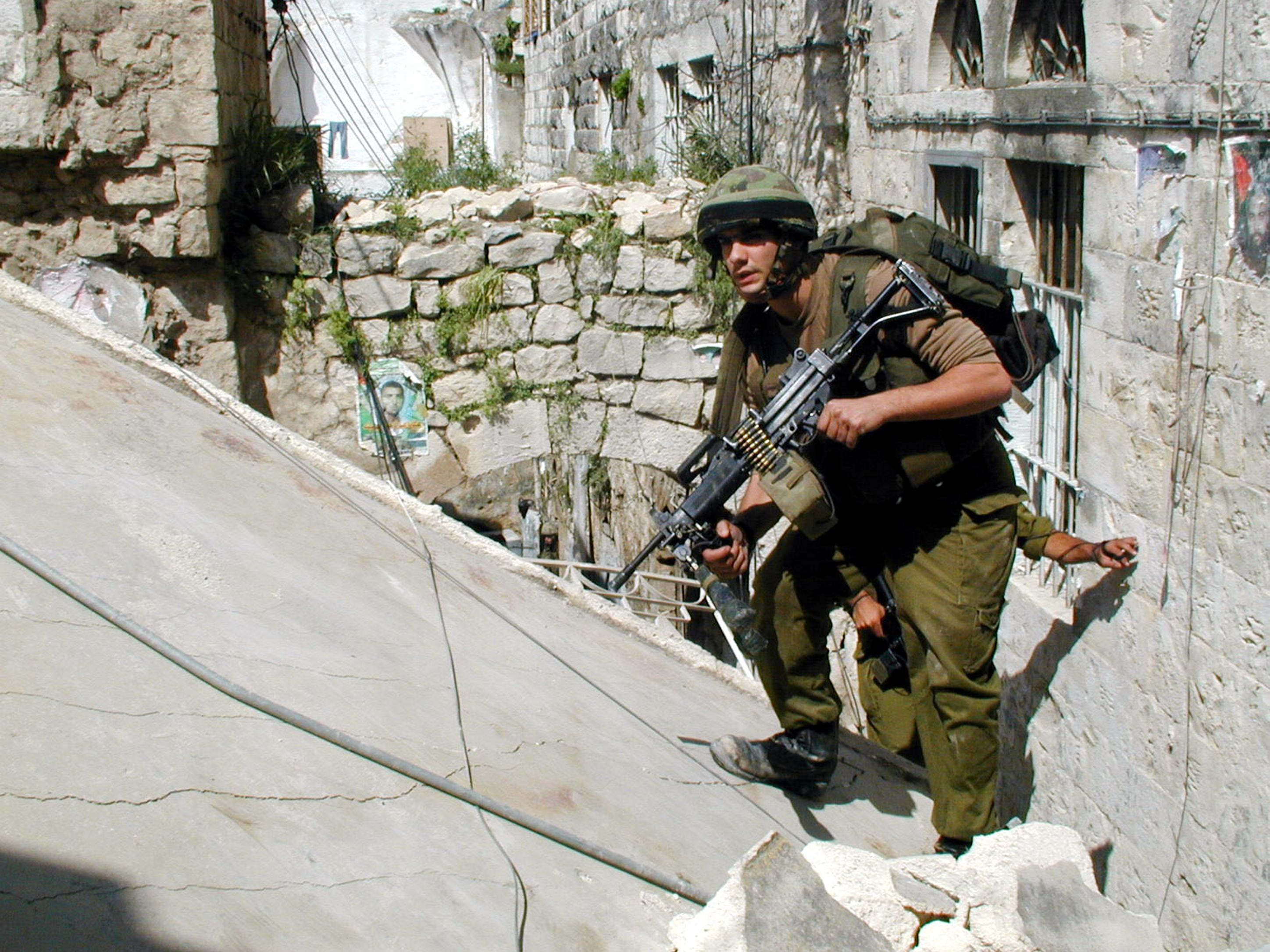
Soldati israeliani a Jenin

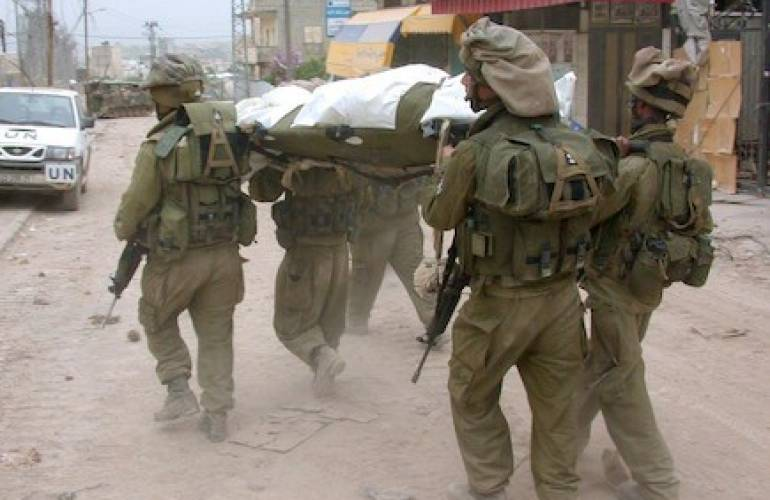
Un soldato israeliano ferito viene evacuato

Le forze israeliane marciarono su Jenin il 2 aprile. Il primo giorno, il comandante della compagnia di riserva, il maggiore Moshe Gerstner, fu ucciso in un settore PIJ. Entro il 3 aprile, la città era stata circondata, ma i combattimenti intensi nel campo erano appena iniziati. Secondo fonti israeliane, l'IDF ha cercato di basare la sua incursione nel campo principalmente sull'uso della fanteria, nel tentativo di ridurre al minimo le vittime civili. Tuttavia, interviste con testimoni oculari indicano che nei primi due giorni sono stati impiegati anche carri armati ed elicotteri. I combattenti palestinesi catturati in seguito hanno riferito durante gli interrogatori di aver previsto un maggiore ricorso alla forza aerea da parte israeliana e di non aspettarsi che gli israeliani si impegnassero in combattimenti ravvicinati, con il rischio di subire perdite maggiori. Thabet Mardawi ha ricordato che "non potevo crederci quando ho visto i soldati. Gli israeliani sapevano che qualunque soldato fosse entrato nel campo in quel modo sarebbe stato ucciso".

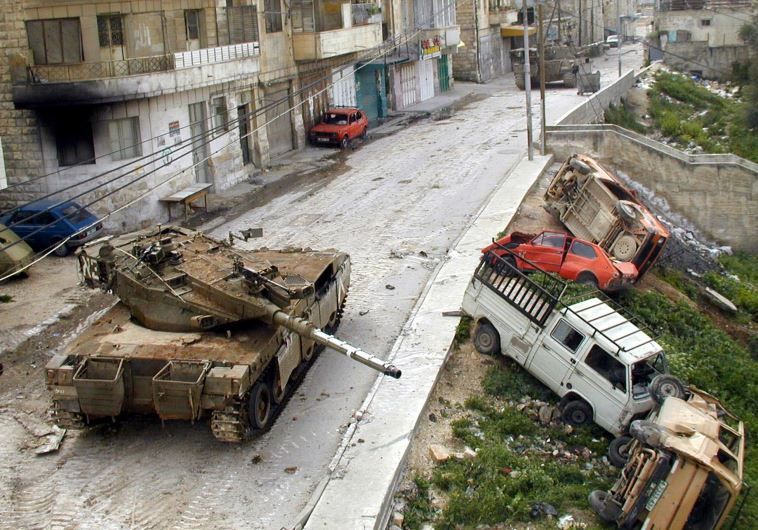
Un carro armato israeliano a Jenin

Per raggiungere il campo, un bulldozer corazzato Caterpillar D-9 aprì la strada per quasi un chilometro sulla via principale per liberarla dalle trappole esplosive. Un ufficiale del Genio israeliano ha in seguito ricordato 124 singole esplosioni provocate dal bulldozer.

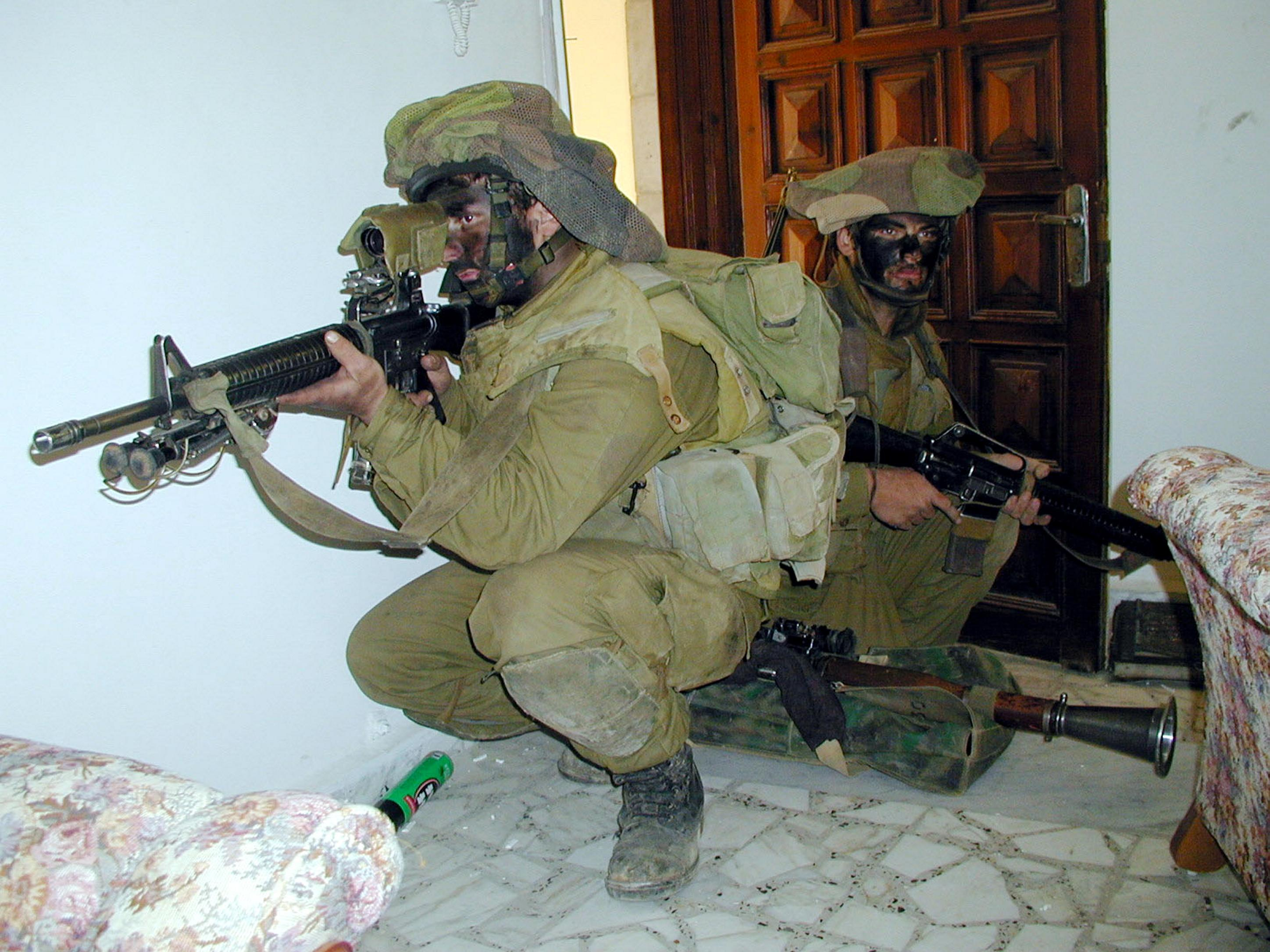
Soldati israeliani che occupano un edificio durante i combattimenti

Il terzo giorno dell'operazione, i combattenti palestinesi continuavano a resistere tenacemente nel campo di Jenin, contrariamente alle aspettative israeliane, e fino a quel momento sette soldati israeliani erano stati uccisi. Mentre l’IDF avanzava, i palestinesi si ritiravano nel centro del campo fortemente difeso – il distretto di Hawashin. Per contrastare la resistenza palestinese, l'IDF ha impiegato elicotteri AH-1 Cobra per colpire le posizioni dei combattenti sui tetti, utilizzando missili filoguidati. Circa una dozzina di bulldozer corazzati D-9 vennero schierati per allargare i vicoli stretti del campo, creare percorsi per i carri armati e neutralizzare le trappole esplosive disseminate dai combattenti palestinesi.
Il 6 aprile, durante l'intensificarsi dei combattimenti a Jenin, Mahmoud Tawalbe e altri due militanti entrarono in una casa con l'intento di avvicinarsi a un carro armato o a un bulldozer corazzato D-9 israeliano per piazzare una bomba. Durante l'azione, Tawalbe e un altro militante furono uccisi. Il sito web della Jihad islamica ha successivamente annunciato che Tawalbe era morto facendo esplodere la sua abitazione, che era stata riempita di trappole esplosive, mentre soldati israeliani si trovavano al suo interno. Nello stesso giorno, secondo quanto riferito, gli elicotteri d'attacco dell'IDF intensificarono i loro attacchi missilistici, poi diminuiti di nuovo senza cessare il giorno successivo.
Il Ramatkal dell'IDF, Shaul Mofaz, sollecitò i suoi ufficiali a intensificare l'azione, richiedendo un'accelerazione delle operazioni. Gli ufficiali, tuttavia, richiesero un ulteriore giorno, ventiquattro ore, per portare a termine il compito. Mofaz, rivolgendosi ai giornalisti, affermò che i combattimenti si sarebbero conclusi entro la fine della settimana, precisamente il 6 aprile. In alcune zone, le truppe avanzavano a una velocità di cinquanta metri al giorno. Di fronte alla resistenza incontrata, Mofaz impartì ordini affinché gli ufficiali adottassero un approccio più aggressivo, ordinando di lanciare cinque missili anticarro contro ogni abitazione prima di procedere all'ingresso. Questa tattica suscitò perplessità tra alcuni ufficiali, al punto che uno di essi considerò l'idea di disobbedire a tale direttiva.
Ofek Buchris, comandante del 51º battaglione, continuò ad impiegare la tattica volta ad ammorbidire la resistenza nemica, facendo leva sul fuoco anticarro e sull'uso intensivo di bulldozer. Elaborò un metodo per ridurre l'esposizione al rischio dei soldati dell'IDF: inizialmente, un bulldozer avrebbe sfondato l'angolo di un'abitazione, creando un'apertura, seguito dall'arrivo di un Achzarit dell'IDF che avrebbe sbarcato le truppe direttamente all'interno dell'edificio per "ripulirlo" da eventuali militanti. Tale strategia permise al battaglione di Buchris di avanzare più rapidamente rispetto alle forze di riserva, stabilendo una testa di ponte nel campo che attirava l'attenzione e il fuoco nemico. Durante la prima settimana di combattimenti, il battaglione contò cinque vittime.
L'8 aprile, il comandante della Brigata Golani, il colonnello Moshe Tamir, arrivò da Nablus. Dopo essersi consultato con Buchris al fronte, suggerì un radicale cambiamento nella tattica di combattimento, proponendo di chiamare rinforzi e valutare la possibilità di trasferire il comando dalla brigata di riserva. Quella sera, il comandante della divisione, il generale di brigata Eyal Shlein, comunicò ai suoi uomini che l'obiettivo doveva essere raggiunto entro le 18:00 del giorno successivo, 9 aprile.
Alle prime luci dell'alba del 9 aprile, fu ordinato al battaglione di riserva di stabilire una nuova linea di avanzamento a ovest rispetto alla precedente. Il comandante del battaglione, il maggiore Oded Golomb, guidò una squadra per occupare una nuova posizione in un'abitazione. Deviando dal percorso prestabilito, forse per ragioni tattiche, Golomb non comunicò il cambiamento al suo superiore. La squadra incappò in un'imboscata palestinese, trovandosi intrappolata in un cortile interno, circondata da edifici alti, un'area che fu poi soprannominata "la vasca da bagno", a causa della sua conformazione che li espose al fuoco nemico proveniente da tutte le direzioni. Furono anche attaccati da un attentatore suicida. Le forze di soccorso, sia della compagnia che del battaglione, si mossero rapidamente verso il luogo dell'imboscata, ma anch'esse furono accolte da un intenso fuoco di armi leggere e cariche esplosive. Lo scontro a fuoco che ne seguì durò diverse ore.
Un aereo da ricognizione documentò gran parte del combattimento, trasmettendo il filmato in diretta alla sala di guerra del comando centrale israeliano, dove veniva osservato dagli ufficiali di alto rango. Tredici soldati israeliani furono uccisi e i palestinesi riuscirono a catturare tre dei corpi, trascinandoli in una casa vicina. Una forza di salvataggio, composta dal commando navale Shayetet sotto il comando del colonnello Ram Rothberg, fu rapidamente organizzata. Mofaz temeva che eventuali negoziati per i corpi potessero costringere l'IDF a interrompere l'operazione, creando una situazione di stallo simile al raid transfrontaliero di Hezbollah del 2000. Sul bordo del vicolo che conduceva alla "vasca da bagno", Rothberg interrogò i riservisti feriti. Successivamente, il commando penetrò nella casa dove erano trattenuti i corpi, eliminando i militanti palestinesi in un combattimento a distanza ravvicinata e recuperando i corpi. Nel pomeriggio, tutte le vittime israeliane furono evacuate dall'area. Poche ore dopo l'imboscata, un soldato della Brigata Golani cadde ai margini del campo profughi. Con la perdita di quattordici soldati, quel giorno si segnalò come il più mortale per l'IDF dalla fine della guerra del Libano del 1982.
Durante la giornata, l'IDF impose una censura sui resoconti degli eventi, suscitando una serie di critiche. Nonostante ciò, informazioni frammentarie filtrarono attraverso telefonate effettuate dai riservisti e pubblicazioni su siti internet. La sera, in occasione di una conferenza stampa tenuta dal capo del comando centrale, il generale di brigata Yitzhak Eitan, circolavano voci riguardo all'abbattimento di un elicottero che trasportava dozzine di soldati, alla morte del vice di Ramatkal e a un infarto subito dal ministro della Difesa.
Dopo l'imboscata, tutte le forze israeliane iniziarono ad avanzare secondo la tattica di Buchris, utilizzando bulldozer corazzati e APC Achzarit nella loro spinta. Le forze israeliane intensificarono gli attacchi missilistici tramite elicotteri. Alcuni ufficiali proposero l'impiego di jet F-16 per bombardare il campo, ma tale richiesta fu respinta dall'Alto Comando dell'IDF. Una dozzina di bulldozer e veicoli corazzati per il trasporto truppe (APC) avanzarono nel nucleo del campo, demolendo un'area edificata di 200 metri quadrati e distruggendo le roccaforti dei militanti.
Mentre la resistenza dei combattenti palestinesi vacillava sotto la pressione dell'assalto israeliano e le loro scorte di cibo e munizioni si esaurivano, le truppe israeliane sopraffacevano l'ultima resistenza. Alle 7:00 dell'11 aprile i palestinesi iniziarono ad arrendersi. Qabha rifiutò di arrendersi e fu ucciso, essendo tra gli ultimi a morire. La maggior parte dei combattenti palestinesi furono o uccisi o catturati. Alcuni riuscirono a eludere l'assedio, fuggendo dalla città attraverso le maglie dell'anello di truppe e carri armati israeliani. Tra loro c'era Zakaria Zubeidi che riuscì a scappare muovendosi furtivamente tra le abitazioni. Mardawi si arrese insieme ad Ali Suleiman al-Saadi, conosciuto come "Safouri", e altri trentanove combattenti.

## L'indomani della battaglia

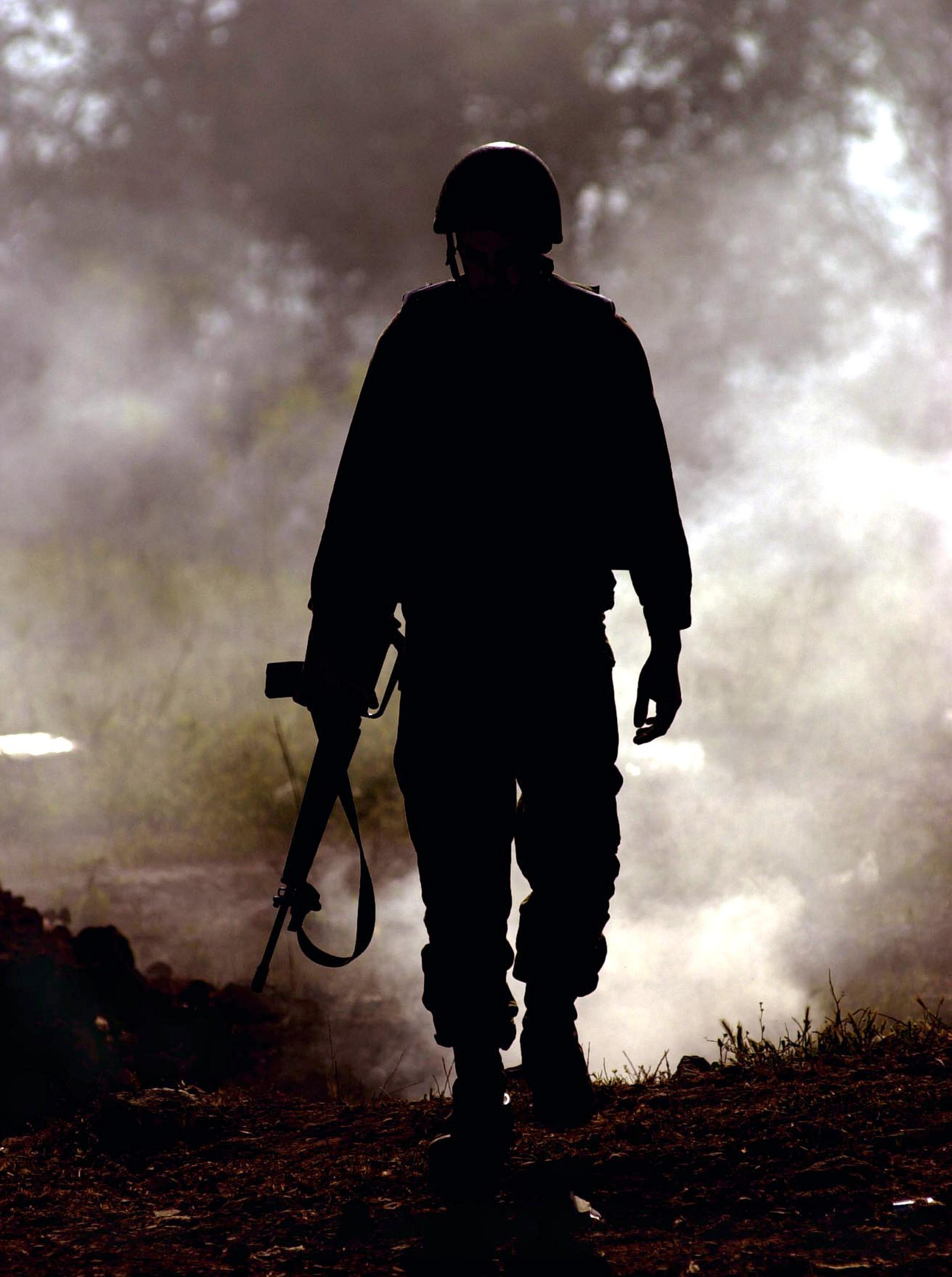
Un soldato israeliano alla fine della battaglia, alla vigilia del ritiro dell'IDF da Jenin

La battaglia terminò l'11 aprile. Squadre mediche di soccorso provenienti da Canada, Francia e Italia, così come funzionari delle Nazioni Unite e del CICR, attendevano con camion carichi di rifornimenti e acqua fuori dal campo per giorni, in attesa dell'autorizzazione a entrare. Tuttavia, l'accesso fu negato a causa delle operazioni militari ancora in corso, come citato dalle autorità israeliane. I primi osservatori indipendenti riuscirono ad accedere al campo solo il 16 aprile. Le truppe israeliane iniziarono il ritiro dal campo il 18 aprile. I carri armati circondarono il perimetro del campo ancora per qualche giorno, ma il 24 aprile le truppe israeliane si erano ritirate da Jenin.

### La questione della rimozione dei corpi
L'IDF dichiarò che non avrebbe ritirato le sue truppe dal campo di Jenin fino al recupero dei corpi dei palestinesi deceduti. L'esercito si astenne dal confermare le notizie diffuse dai palestinesi riguardo al trasporto di dozzine di corpi tramite camion militari e non fornì commenti circa eventuali sepolture avvenute.
Secondo Haaretz, alcuni dei corpi erano già stati rimossi dal campo dai soldati in un sito vicino a Jenin l'11 aprile, ma non erano ancora stati sepolti. I palestinesi avrebbero seppellito altri palestinesi durante la battaglia in una fossa comune vicino all'ospedale, alla periferia del campo. La sera dell'11 aprile, la televisione israeliana ha mostrato filmati di camion frigoriferi in attesa fuori dal campo per trasferire i corpi nei "cimiteri dei terroristi".
Lo stesso giorno, in risposta a una petizione presentata dall'organizzazione Adalah, l'Alta Corte israeliana ha ordinato all'IDF di sospendere la rimozione dei corpi dei palestinesi uccisi in battaglia fino a dopo un'udienza sulla questione. Il parlamentare Ahmed Tibi, uno dei numerosi firmatari della petizione, sostenne che la rimozione dei corpi violava il diritto internazionale e aveva lo scopo di occultare la verità sugli eventi accaduti. A seguito della decisione della corte, emessa dal presidente della Corte Suprema Aharon Barak, l'IDF interruppe lo sgombero dei corpi dal campo. Il 14 aprile il capo di stato maggiore dell'IDF Shaul Mofaz ha confermato ai media israeliani che l'esercito intendeva seppellire i corpi nel cimitero speciale.
Il 15 aprile, per la prima volta dall'inizio dell'invasione, fu stato concesso l'accesso al campo alle organizzazioni umanitarie. Il personale della Società della Mezzaluna Rossa Palestinese e del Comitato Internazionale della Croce Rossa entrò nel campo, accompagnato dall'IDF. Funzionari della Mezzaluna Rossa hanno detto all'avvocato Hassan Jabareen che l'IDF non permetteva loro di muoversi liberamente nei campi e che la decomposizione avanzata, così come l'enorme distruzione nel campo, rendevano impossibile trovare e recuperare i corpi senza l'attrezzatura adeguata. Lo stesso giorno Adalah e LAW, la Società Palestinese per la Protezione dei Diritti Umani e dell'Ambiente, hanno presentato una petizione chiedendo alla Corte di ordinare all'IDF di consegnare immediatamente i corpi dei palestinesi alla Croce Rossa o alla Mezzaluna Rossa, affermando che i corpi dei palestinesi morti venivano lasciati a decomporsi nel campo.
Tanya Reinhart sostenne che successivamente i media israeliani avrebbero tentato di nascondere e reinterpretare la loro intenzione di trasferire i corpi nel cimitero speciale nella Valle del Giordano. Come esempio, cita un articolo del 17 luglio 2002 di Ze'ev Schiff su Haaretz che forniva una spiegazione completamente diversa per la presenza dei camion frigoriferi affissi fuori città l'11 aprile. L'articolo di Schiff diceva: "Verso la fine dei combattimenti, l'esercito inviò in città tre grandi camion frigo. I riservisti decisero di dormirci dentro per avere l'aria condizionata. Alcuni palestinesi videro dozzine di corpi coperti che giacevano nei camion e si sparse la voce che gli ebrei avevano riempito i camion pieni di corpi palestinesi."

## Analisi

### Analisi militari
Gli israeliani riferirono di aver scoperto nel campo di Jenin laboratori per la produzione di esplosivi e impianti per l'assemblaggio dei razzi Qassam II. Un comandante delle forze speciali israeliane, che aveva partecipato ai combattimenti nel campo, osservò che "i palestinesi erano ammirevolmente ben preparati, avendo analizzato accuratamente le lezioni apprese dal raid precedente". Mardawi ha detto alla CNN dalla prigione in Israele, che dopo aver appreso che l'IDF avrebbe usato le truppe, e non gli aerei, "Era come una caccia... come ricevere un premio... Gli israeliani sapevano che ogni soldato che entrava in un campo del genere stavano per essere uccisi... Erano anni che aspettavo un momento del genere".
Il generale Dan Harel, capo della direzione delle operazioni dell'IDF, ha dichiarato: "C'erano indicazioni che sarebbe stato difficile, ma non pensavamo che sarebbe stato così difficile". Un'indagine interna pubblicata dall'IDF sei mesi dopo la battaglia attribuiva implicitamente la responsabilità della morte dei tredici soldati ai soldati stessi, che si erano allontanati dal loro cammino senza essere denunciati. Il rapporto suggeriva inoltre che concentrarsi sul salvataggio invece di sottomettere il nemico avrebbe complicato le cose. A Buchris è stata assegnata l'onorificenza di Capo di Stato Maggiore.
Il presidente dell'OLP Yasser Arafat, che lasciò il complesso di Ramallah per la prima volta in cinque mesi il 14 maggio 2002 per visitare Jenin e altre città della Cisgiordania colpite dall'operazione Scudo difensivo, elogiò la resistenza dei rifugiati e paragonò i combattimenti alla battaglia di Stalingrado. Rivolgendosi a circa 200 persone riunite a Jenin, disse: "Popolo di Jenin, tutti i cittadini di Jenin e del campo profughi, questa è Jeningrad. La vostra battaglia ha aperto la strada alla liberazione dei territori occupati". La battaglia divenne nota tra i palestinesi come "Jeningrado".
La battaglia attirò l’interesse delle forze armate statunitensi, che stavano cercando di costruire una dottrina per la guerra urbana mentre si profilava l’invasione dell’Iraq del 2003. Furono inviati osservatori militari statunitensi per studiare i combattimenti. Secondo quanto riferito, ufficiali statunitensi vestiti con uniformi dell'IDF erano presenti durante le fasi finali della battaglia. Il Warfighting Laboratory del Corpo dei Marines degli Stati Uniti studiò la battaglia e una delegazione dei capi di stato maggiore congiunti fu inviata in Israele per apportare modifiche alla dottrina del Corpo dei Marines degli Stati Uniti basandosi sulle lezioni apprese a Jenin.

### Danni
La BBC ha riferito che il 10% del campo è stato "praticamente spazzato via da una dozzina di bulldozer israeliani corazzati". David Holley, maggiore dell'esercito territoriale britannico e consigliere militare di Amnesty International, ha riferito che un'area all'interno del campo profughi di circa 100 m per 200 m è stata rasa al suolo. Molti residenti non furono avvisati in anticipo e alcuni furono sepolti vivi.
Human Rights Watch (HRW) e Amnesty International (AI) hanno riferito che circa 4 000 persone, più di un quarto della popolazione del campo, sono rimaste senza casa a causa della battaglia.
Il 31 maggio 2002, il quotidiano israeliano Yediot Aharonot ha pubblicato un'intervista con Moshe Nissim, soprannominato "Kurdi Bear", un operatore D-9 che ha preso parte alla battaglia. Nissim riferiva di aver guidato il suo D-9 per settantacinque ore di fila, bevendo whisky per evitare l'affaticamento e che, a parte un corso di addestramento di due ore prima della battaglia, non aveva alcuna esperienza precedente nella guida di un bulldozer. Ha confessato di aver implorato i suoi ufficiali di lasciargli distruggere altre case e ha aggiunto:
"Continuavo a pensare ai nostri soldati. Non mi dispiaceva per tutti quei palestinesi rimasti senza casa. Mi dispiaceva solo per i loro figli, che non erano colpevoli. C'era un bambino ferito, a cui gli arabi avevano sparato. Un paramedico del Golani è sceso e gli ha cambiato le bende, finché non è stato evacuato. Ci siamo presi cura di loro, dei bambini. I soldati davano loro delle caramelle. Ma non avevo pietà per i genitori di questi bambini.»

### Vittime
I rapporti sul numero delle vittime durante l'invasione variavano ampiamente e fluttuavano di giorno in giorno.
- Il 10 aprile, la BBC ha riferito che Israele stimava che 150 palestinesi fossero morti a Jenin, e i palestinesi affermavano che il numero era molto più alto.[50] Lo stesso giorno, Saeb Erekat, in un'intervista telefonica alla CNN da Gerico, stimò che ci fossero stati un totale di 500 palestinesi uccisi durante l'operazione Scudo Difensivo, questa cifra includeva anche le vittime al di fuori del campo di Jenin, in altre aree della Cisgiordania.[51]
- L'11 aprile, Ben Wedeman della CNN ha riferito che i palestinesi avevano subito perdite di 500 uomini, mentre le agenzie di soccorso internazionali dicevano forse fino a 200; Ben Wedeman ha osservato che i suoi sforzi per verificare in modo indipendente le affermazioni erano stati fino a quel punto vani poiché i soldati israeliani impedivano alla stampa di entrare nel campo.[52]
- Il 12 aprile, il generale di brigata Ron Kitri ha dichiarato alla radio dell’esercito che apparentemente a Jenin erano stati uccisi centinaia di palestinesi. Successivamente ha ritrattato questa affermazione.[53] Il segretario generale dell'Autorità Palestinese, Ahmed Abdel Rahman, ha affermato che migliaia di palestinesi sono stati uccisi e sepolti in fosse comuni, o giacciono sotto le case distrutte a Jenin e Nablus.[54]
- Il 14 aprile, Haaretz ha riferito che il numero esatto dei palestinesi morti era ancora sconosciuto, ma che l’IDF aveva stimato il bilancio tra 100 e 200.[34]
- Il 18 aprile, Zalman Shoval, consigliere di Sharon, ha detto che erano stati recuperati solo circa 65 corpi, cinque dei quali civili.[2]
- Il 30 aprile, Qadoura Mousa, direttore di Fatah per la Cisgiordania settentrionale, ha dichiarato che il numero dei morti era di 56.

Sulla base dei dati forniti dall'ospedale di Jenin e dall'IDF, il rapporto delle Nazioni Unite ha stimato il bilancio delle vittime palestinesi a 52 palestinesi, circa la metà dei quali si ritiene fossero civili.  Nel 2004, i giornalisti di Haaretz Amos Harel e Avi Isacharoff scrissero che 23 soldati israeliani erano morti e 52 erano rimasti feriti; Le vittime palestinesi furono 53 morti, centinaia di feriti e circa 200 catturati. Human Rights Watch ha riferito che sono morti almeno 52 palestinesi, di cui almeno 22 civili e almeno 27 sospetti militanti, e che non è stato in grado di determinare in modo definitivo lo status dei restanti tre.  Secondo il generale in pensione dell'IDF Shlomo Gazit, il bilancio delle vittime è stato di 55 palestinesi. Funzionari israeliani hanno stimato che siano stati uccisi 52 palestinesi: 38 uomini armati e 14 civili.
Human Rights Watch ha riferito che dei palestinesi uccisi, "molti di loro sono stati uccisi volontariamente o illegalmente, e in alcuni casi hanno costituito crimini di guerra". Gli esempi evidenziati nel rapporto includono il caso del 57enne Kamal Zugheir, che è stato colpito e poi investito dai carri armati dell'IDF mentre era sulla sedia a rotelle, e quello del 37enne Jamal Fayid, un quadriplegico schiacciato a morte tra le macerie.

### Accuse di massacro
La battaglia ha attirato un'ampia attenzione internazionale a causa delle accuse da parte dei palestinesi secondo cui fosse stato commesso un massacro. Reporter di vari media internazionali hanno citato residenti locali che hanno descritto case demolite con i bulldozer con le famiglie ancora all'interno, elicotteri che sparavano indiscriminatamente su aree civili, alle ambulanze impedito di raggiungere i feriti esecuzioni sommarie di palestinesi, e storie di corpi che venivano portati via con i camion o abbandonati nelle fogne e demoliti con i bulldozer. Durante e immediatamente dopo la battaglia, anche le Nazioni Unite e diverse ONG per i diritti umani hanno espresso preoccupazione per la possibilità di un massacro. Un esperto forense britannico che faceva parte di una squadra di Amnesty International a cui è stato concesso l'accesso a Jenin il 18 aprile ha dichiarato: "le prove davanti a noi in questo momento ci portano a credere che le accuse siano vere e che quindi ci siano grandi numero di civili morti sotto queste rovine demolite e bombardate che vediamo."
Israele ha negato le accuse di massacro, e un unico rapporto del 9 aprile apparso sulla stampa israeliana in cui si affermava che il ministro degli Esteri Shimon Peres si riferiva in privato alla battaglia come un "massacro" è stato immediatamente seguito da una dichiarazione di Peres in cui esprimeva preoccupazione per il fatto che "la propaganda palestinese è passibili di accusare Israele che a Jenin sia avvenuto un 'massacro' piuttosto che una battaglia campale contro terroristi pesantemente armati."
Il rapporto delle Nazioni Unite al Segretario generale rilevava che "i palestinesi avevano affermato che erano state uccise tra 400 e 500 persone, tra combattenti e civili insieme. Il numero delle vittime palestinesi, sulla base dei corpi recuperati fino ad oggi, a Jenin e nel campo profughi in questa operazione militare può essere stimato a circa 55." Pur rilevando che il numero di morti civili potrebbe aumentare man mano che le macerie venivano rimosse, il rapporto continua, "tuttavia, le stime più recenti dell'UNRWA e della CICR mostrano che il numero delle persone scomparse è in costante calo mentre l'IDF libera i palestinesi dalla detenzione."
Human Rights Watch ha completato il suo rapporto su Jenin all'inizio di maggio, affermando che "non c'è stato alcun massacro", ma accusando l'IDF di crimini di guerra, e il rapporto di Amnesty International concludeva "Non importa quali cifre si accettino, non c'è stato nessun massacro". Il rapporto di Amnesty osserva specificamente che "dopo il ritiro temporaneo dell'IDF dal campo profughi di Jenin il 17 aprile, l'UNRWA ha istituito squadre per utilizzare gli elenchi del censimento per vedere cosa fosse accaduto ad ognuno dei circa 14 000 palestinesi ritenuti residenti nel campo in quel momento il 3 aprile 2002. Nel giro di cinque settimane tutti i residenti tranne uno furono rintracciati. Un rapporto della BBC in seguito osservò: "Le autorità palestinesi hanno fatto affermazioni infondate di un massacro su vasta scala" e un giornalista del The Observer ha affermato che quello che è successo a Jenin non è stato un massacro.

### Accuse di crimini di guerra
Allo stesso tempo, organizzazioni per i diritti umani e alcuni media hanno accusato Israele di crimini di guerra. A novembre, Amnesty International ha riferito che c'erano "prove evidenti" che l'IDF aveva commesso crimini di guerra contro civili palestinesi, comprese uccisioni illegali e torture, a Jenin e Nablus. Il rapporto accusa inoltre Israele di aver bloccato l’assistenza medica, di aver utilizzato le persone come scudi umani e di aver demolito le case con i residenti all’interno, di aver picchiato i prigionieri, provocando un morto, e di aver impedito alle ambulanze e alle organizzazioni umanitarie di raggiungere le aree di combattimento anche dopo i combattimenti. secondo quanto riferito, era stato fermato.
D’altro canto, fonti dei media e analisti israeliani hanno suggerito che la fonte delle accuse fossero i pregiudizi dei media e il risultato di propaganda anti-israele. Il direttore di Haaretz Hanoch Marmari ha dichiarato: "alcuni corrispondenti potrebbero essere stati ossessionati nella loro determinazione a portare alla luce un massacro in un campo profughi". Mohammed Dajani dell'Università Al-Quds ha affermato che l'Autorità Palestinese voleva "trasformare Jenin in un 'Alamo'. In questo caso la stampa è stata un partner disponibile [poiché] aspirava a rendere Jenin un simbolo della resistenza ai palestinesi".
Nel maggio 2009, l'IDF ha diffuso un video che mostrava quello che ha definito "un finto funerale organizzato dai palestinesi per aumentare il numero delle vittime a Jenin," in cui una persona viva è avvolta in un lenzuolo verde e portata in processione. LAW, la Società Palestinese per la Protezione dei Diritti Umani, ha tenuto una conferenza stampa l'8 maggio, contestando le conclusioni tratte da Israele. LAW ha dichiarato che Mohammad Bakri, che si trovava a Jenin il 28 aprile per realizzare il suo documentario "Jenin, Jenin", ha ripreso le stesse immagini dal suolo, e che queste mostrano un gruppo di bambini che giocano a "fare il funerale" vicino al cimitero.
Harel e Issacharoff hanno scritto che la cattiva condotta dell'IDF con i media, inclusa la dichiarazione di Kitri, ha contribuito alle accuse di massacro. Mofaz ha poi ammesso che le limitazioni imposte ai media erano state un errore.
Lorenzo Cremonesi, corrispondente del Corriere della Sera da Gerusalemme, scrisse diversi articoli sulla battaglia di Jenin, criticando tra l'altro la decisione di Israele di non consentire ai giornalisti di entrare a Jenin.

#### Missione conoscitiva delle Nazioni Unite
Il 19 aprile, il Consiglio di Sicurezza delle Nazioni Unite ha approvato all’unanimità la risoluzione 1405 per inviare una missione conoscitiva a Jenin. Il ministro degli Esteri israeliano Shimon Peres si disse d'accordo ad accogliere un funzionario dell'ONU "per chiarire i fatti", affermando che "Israele non ha nulla da nascondere riguardo all'operazione a Jenin. Le nostre mani sono pulite".
La composizione della commissione d'inchiesta fu annunciata il 22 aprile. Guidati dall'ex presidente finlandese Martti Ahtisaari, gli altri due membri erano Cornelio Sommaruga, ex presidente del Comitato internazionale della Croce Rossa e Sadako Ogata, ex membro dell'ONU e alto commissario per i rifugiati, a quel tempo anche inviato speciale del Giappone per la ricostruzione afghana.
Fonti ufficiali israeliane hanno espresso sorpresa per il fatto di non essere state consultate sulla composizione della commissione. Il 22 aprile, il ministro della Difesa israeliano, Benjamin Ben-Eliezer, espresse il suo disappunto per la composizione della commissione e la sua speranza che la missione non oltrepassasse il suo mandato. Peres chiese ad Annan di smentire le notizie secondo cui la missione avrebbe esaminato gli eventi al di fuori del campo profughi e che i risultati avrebbero avuto validità legale. Annan rispose che i risultati non sarebbero stati giuridicamente vincolanti e che la missione avrebbe indagato solo sugli eventi all'interno del campo, ma potrebbe aver dovuto intervistare i residenti attualmente sfollati all'esterno.
Il 23 aprile, Gideon Saar, il segretario di gabinetto, minacciò di vietare alla commissione d'inchiesta di entrare a Jenin. In discussioni private, Giora Eiland, maggiore generale e capo della sezione operativa dell'IDF, convinse Shaul Mofaz che la commissione avrebbe chiesto di indagare su ufficiali e soldati e che avrebbe potuto accusare Israele di crimini di guerra, aprendo la strada all'invio dei caschi blu. Sharon si fece convincere accettando la posizione di Eiland e Mofaz e il 24 aprile communicò la decisione di Israele secondo cui la commissione delle Nazioni Unite non era più la benvenuta, citando la mancanza di esperti militari.
Annan inizialmente si rifiutò di ritardare la missione. Il 25 aprile, le Nazioni Unite accettarono di posticipare l'arrivo della squadra di due giorni e accolsero la richiesta israeliana di aggiungere due ufficiali militari alla squadra. Peres ha detto che un ritardo avrebbe fornito al governo israeliano l'opportunità di discutere la missione prima dell'arrivo della commissione.
Avi Pazner, portavoce del governo israeliano, disse che si aspettava che la missione delle Nazioni Unite indagasse sulle "attività terroristiche" e garantisse l'immunità ai soldati israeliani. Israel Radio riferì che Israele stesse anche spingendo per il diritto di entrambe le parti di rivedere il rapporto della commissione prima della sua presentazione ad Annan. Dopo una lunga riunione di gabinetto il 28 aprile, Reuven Rivlin, il ministro israeliano delle comunicazioni, disse ai giornalisti che le Nazioni Unite avevano rinnegato gli accordi con Israele sulla commissione, e quindi non le sarebbe stato permesso di arrivare. Parlando a nome del governo, affermò che la composizione della commissione e i suoi termini di riferimento rendevano inevitabile che il suo rapporto incolpasse Israele.
Il Consiglio di Sicurezza delle Nazioni Unite si riunì il giorno successivo per discutere la decisione di Israele di non concedere l'ingresso alla commissione delle Nazioni Unite. Nel frattempo, la lobby dell'American Israel Public Affairs Committee a Washington fece pressione su Annan e George W. Bush. Il 30 aprile Annan sollecitò lo scioglimento della commissione delle Nazioni Unite, che aspettava a Ginevra per iniziare la sua missione, e ciò avvenne il 2 maggio.  Il 4 maggio Israele fu isolato in un dibattito aperto nel Consiglio di Sicurezza. Il vice ambasciatore statunitense presso l'ONU, James Cunningham, ha affermato che è "deplorevole" che Israele abbia deciso di non collaborare con la commissione d'inchiesta. Nasser Al-Kidwa, l'osservatore palestinese presso l'ONU, ha affermato che il consiglio non è riuscito a dare ad Annan il suo pieno sostegno e ha ceduto al "ricatto" da parte del governo israeliano. L'Assemblea Generale approvò una risoluzione che condannava l'azione militare israeliana a Jenin con 74 voti favorevoli, 4 contrari e 54 astensioni. L'amministrazione Bush sostenne Israele come parte di un accordo in cui Sharon accettava di revocare l'assedio di Mukataa a Ramallah.
Il 30 luglio, l’ONU ha pubblicato un rapporto in cui indicava che all’epoca erano stati uccisi 52 palestinesi e che era possibile che almeno la metà di loro fossero civili.

## Ricostruzione del campo
In seguito all’invasione, molti residenti del campo finirono per vivere in rifugi temporanei altrove. Il campo stesso è diventato il luogo di intensi sforzi volti a documentare, registrare ed esprimere le esperienze degli sfollati e delle persone colpite dall'incursione. Nel discutere su come onorare adeguatamente coloro che erano caduti, una proposta suggeriva di lasciare la distruzione, almeno nel quartiere di Hawashin, esattamente com’era, come memoriale e testimonianza della lotta e del sacrificio. I residenti del campo, tuttavia, insistettero affinché il campo fosse ricostruito quasi esattamente come era stato, istituendo allo stesso tempo un museo della memoria nell'edificio della vecchia ferrovia Hijaz. Hanno respinto la proposta del ministro israeliano per l’edilizia abitativa di ricostruire il campo in un sito vicino con strade ampliate, considerandolo un tentativo di cancellare la realtà politica dei campi la cui esistenza vedono come testimonianza vivente dell’espulsione e della fuga dei palestinesi del 1948.

## Impatto culturale
La Battaglia di Jenin ha lasciato un'impronta profonda nelle espressioni culturali, in particolare all'interno della società palestinese e del mondo arabo più ampio. Nel cinema, nella letteratura e nella poesia, Jenin è diventata un simbolo di lotta, resilienza e delle complesse narrazioni del conflitto. 
Documentari come "Jenin, Jenin" hanno cercato di dare voce a coloro che sono stati direttamente colpiti, mentre libri e poesie spesso utilizzano l'evento come sfondo commovente per storie più ampie di spostamento, identità e resistenza. La rappresentazione della battaglia varia da resoconti diretti e personali a riflessioni più allegoriche sul dolore e sulla perseveranza del popolo palestinese. Questo output culturale non solo serve come forma di documentazione e memoria, ma anche come mezzo per comprendere gli aspetti umani del conflitto politico, fornendo prospettive diverse e sfidando narrazioni univoche.
Di seguito è presentata una lista di libri, documentari e opere di finzione che esplorano e raccontano la Battaglia di Jenin del 2002.
Film documentari
- Jenin, Jenin (2002) - Diretto da Mohammed Bakri, il documentario include racconti personali dei residenti di Jenin dopo la battaglia.
- The Road to Jenin (2003) - Diretto da Pierre Rehov, un film-inchiesta sulle conseguenze della battaglia, include interviste con soldati israeliani.
- The Heart of Jenin (2008) - Un documentario su un padre palestinese che dona gli organi del figlio a bambini israeliani.

Musica
- Jenin, una canzone del cantautore David Rovics

Letteratura
Si veda anche la sezione Bibliografia
- (EN) Ramzy Baroud, Searching Jenin, Cune Press, 2003, ISBN 1885942338. URL consultato il 6 gennaio 2024.
- Susan Abulhawa, Ogni mattina a Jenin, Feltrinelli, 2011, ISBN 9788807018459.
- Susan Abulhawa, Nel segno di David, 2006, ISBN 8820041790. URL consultato il 6 gennaio 2024.
- Tahar Ben Jelloun, Jenin, 2002, ISBN 8845253287. URL consultato il 6 gennaio 2024.